# Atletisme als Jocs Olímpics d'Estiu de 1906
Als Jocs Olímpics d'Estiu de 1906 a Atenes es disputaren 21 proves d'atletisme. Actualment anomenats Jocs Intercalats, avui dia no són considerats oficials pel Comitè Olímpic Internacional.

## Resum de medalles

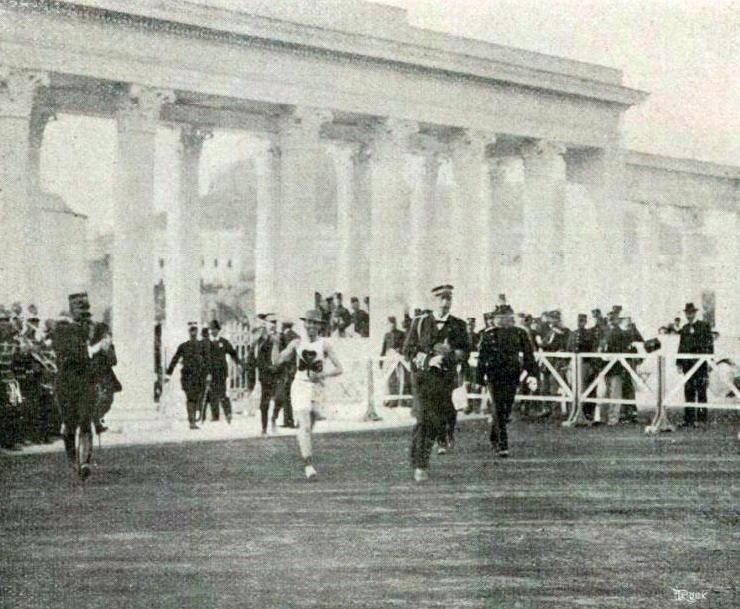
Arribada de la prova de Marató.

| Prova                           | Or                  | Argent              | Bronze                  |
| 100 metres                      | Archie Hahn         | Fay Moulton         | Nigel Barker            |
| 400 metres                      | Paul Pilgrim        | Wyndham Halswelle   | Nigel Barker            |
| 800 metres                      | Paul Pilgrim        | Jim Lightbody       | Wyndham Halswelle       |
| 1500 metres                     | Jim Lightbody       | John McGough        | Kristian Hellström      |
| 5 milles                        | Henry Hawtrey       | Johan Svanberg      | Edward Dahl             |
| Marató                          | Billy Sherring      | Johan Svanberg      | William Frank           |
| 110 metres tanques              | Robert Leavitt      | Alfred Healey       | Vincent Duncker         |
| 1500 metres marxa               | George Bonhag       | Donald Linden       | Konstandinos Spetsiotis |
| 3000 metres marxa               | György Sztantics    | Hermann Müller      | Geórgios Saridakis      |
| Salt d'alçada                   | Con Leahy           | Lajos Gönczy        | Themistoklís Diakidis   |
| Salt d'alçada                   | Con Leahy           | Lajos Gönczy        | Herbert Kerrigan        |
| Salt d'alçada aturat            | Ray Ewry            | Léon Dupont         | no s'atorgà             |
| Salt d'alçada aturat            | Ray Ewry            | Lawson Robertson    | no s'atorgà             |
| Salt d'alçada aturat            | Ray Ewry            | Martin Sheridan     | no s'atorgà             |
| Salt de perxa                   | Fernand Gonder      | Bruno Söderström    | Edward Glover           |
| Salt de longitud                | Myer Prinstein      | Peter O'Connor      | Hugo Friend             |
| Salt de longitud aturat         | Ray Ewry            | Martin Sheridan     | Lawson Robertson        |
| Triple salt                     | Peter O'Connor      | Con Leahy           | Thomas Cronan           |
| Llançament de pes               | Martin Sheridan     | Mihály Dávid        | Eric Lemming            |
| Llançament de disc              | Martin Sheridan     | Nikólaos Georgandàs | Verner Järvinen         |
| Llançament de disc, estil antic | Verner Järvinen     | Nikólaos Georgandàs | István Mudin            |
| Llançament de javelina          | Eric Lemming        | Knut Lindberg       | Bruno Söderström        |
| Llançament de pedra (6.4 kg)    | Nikólaos Georgandàs | Martin Sheridan     | Mikhalis Dorizas        |
| Pentatló                        | Hjalmer Mellander   | István Mudin        | Eric Lemming            |

## Medaller
| Posició | País         | Or | Plata | Bronze | Total |
| 1       | Estats Units | 11 | 6     | 6      | 23    |
| 2       | Regne Unit   | 3  | 5     | 1      | 9     |
| 3       | Suècia       | 2  | 4     | 5      | 11    |
| 4       | Hongria      | 1  | 3     | 1      | 5     |
| 5       | Grècia       | 1  | 2     | 4      | 7     |
| 6       | Canadà       | 1  | 1     | 0      | 2     |
| 7       | Finlàndia    | 1  | 0     | 1      | 2     |
| 8       | França       | 1  | 0     | 0      | 1     |
| 9       | Alemanya     | 0  | 1     | 1      | 2     |
| 10      | Bèlgica      | 0  | 1     | 0      | 1     |
| 11      | Austràlia    | 0  | 0     | 2      | 2     |

## Postals de la prova d'atletisme als Jocs de 1906
Una sèrie de postals van ser editades per diverses impremtes. Els següents van ser impresos a Corfú, Grècia, pels germans Aspiotis.

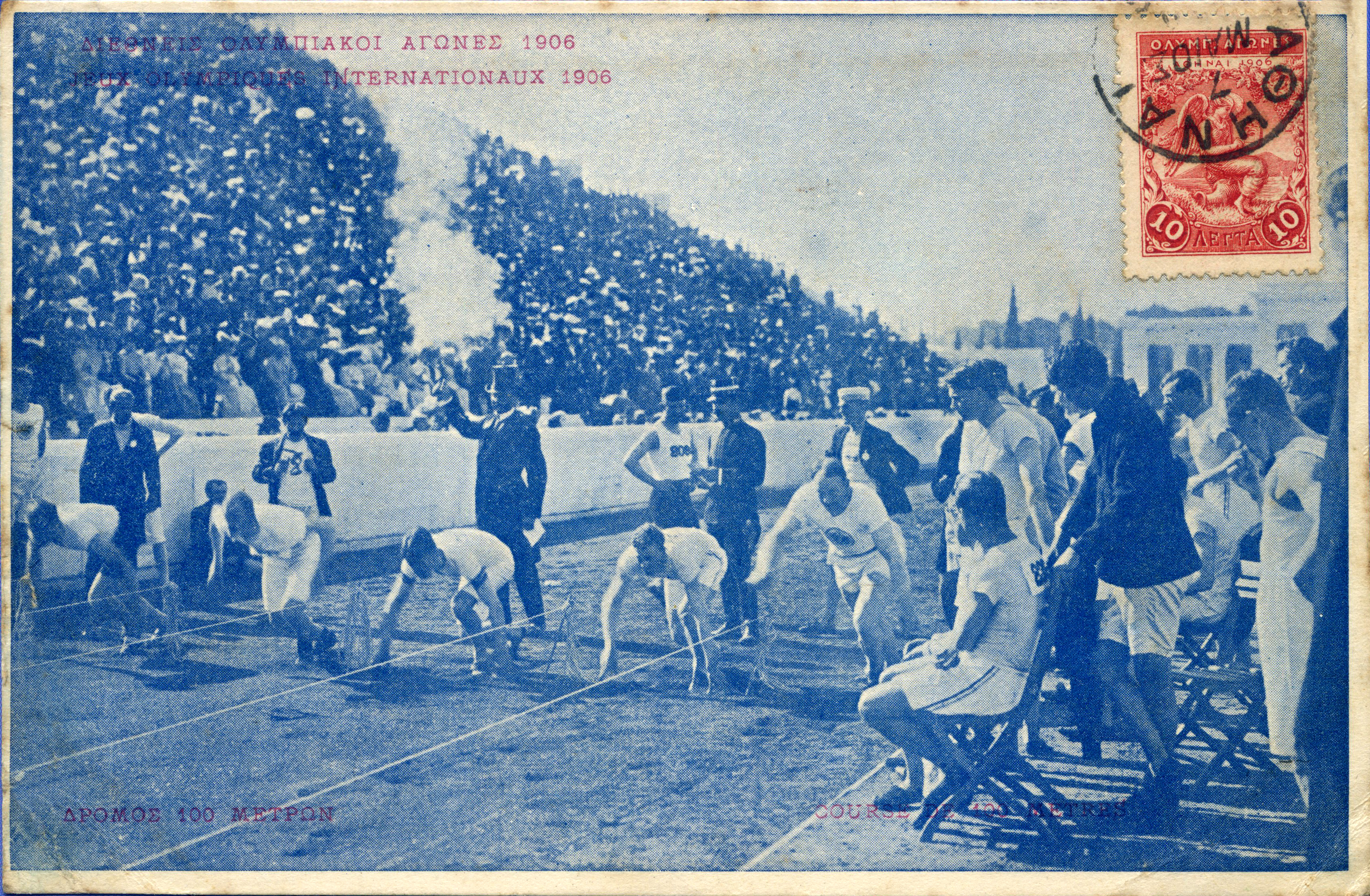
100 metres llisos
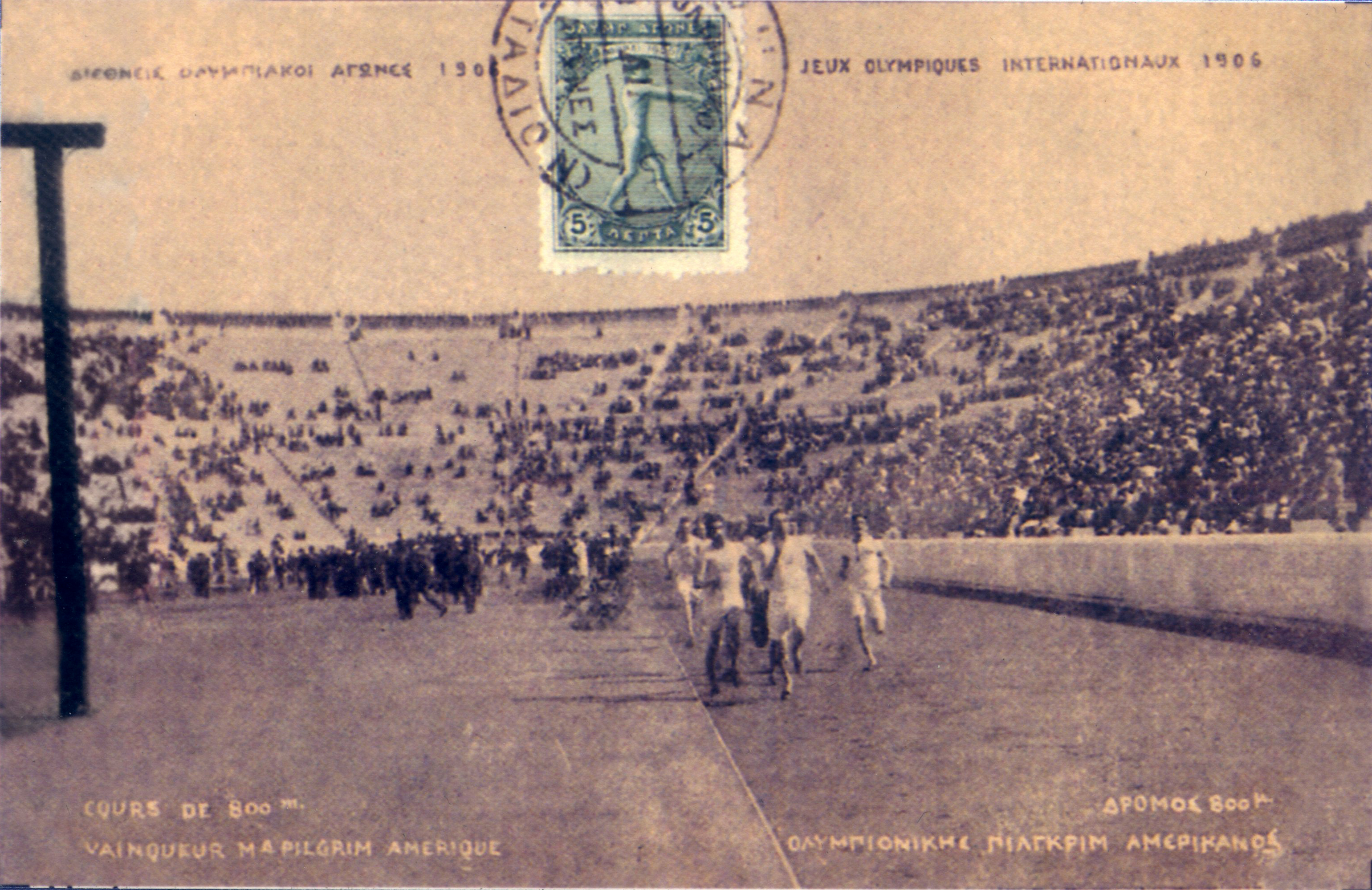
800 metres llisos. Vencedor Paul Pilgrim
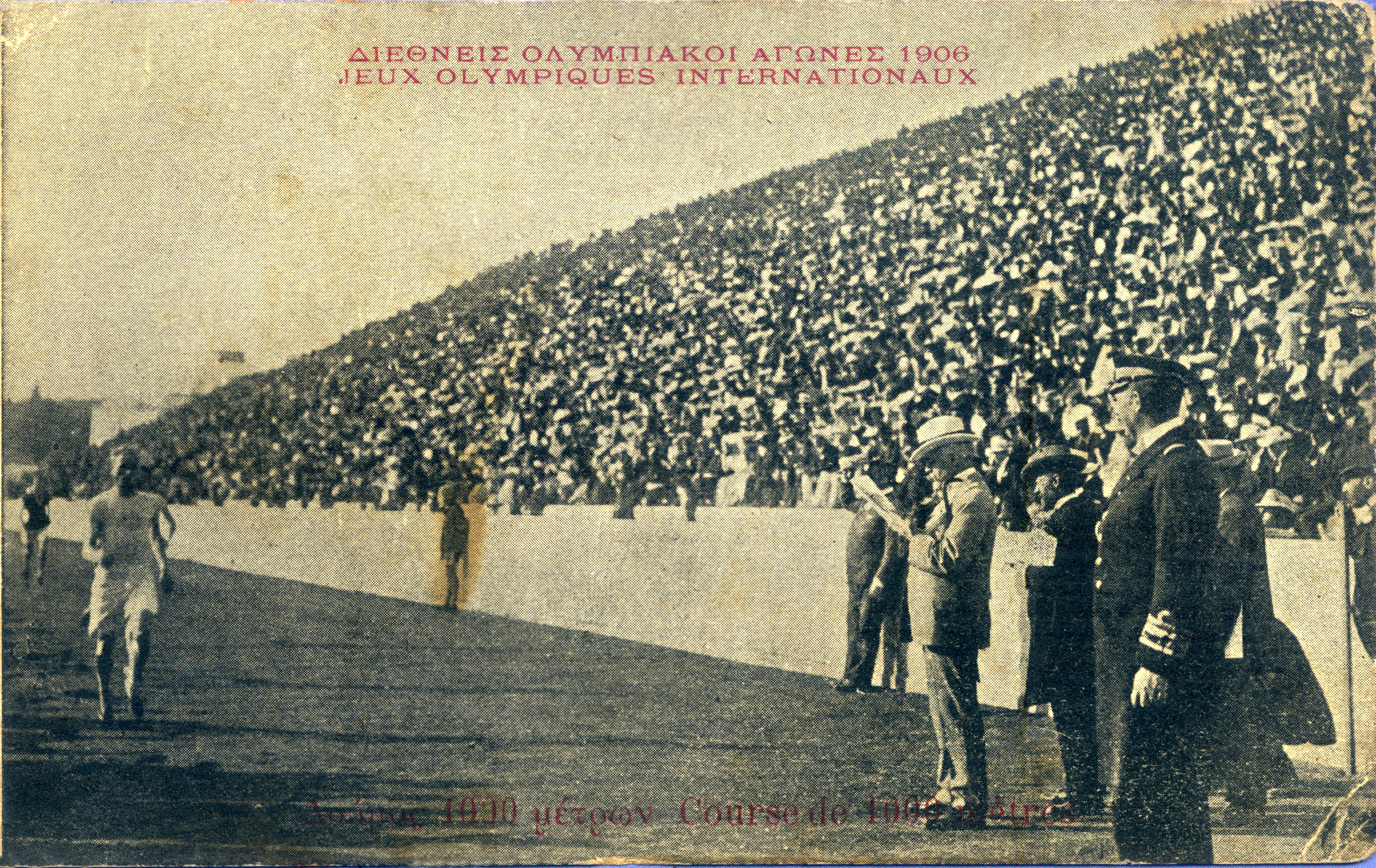
1000 metres llisos
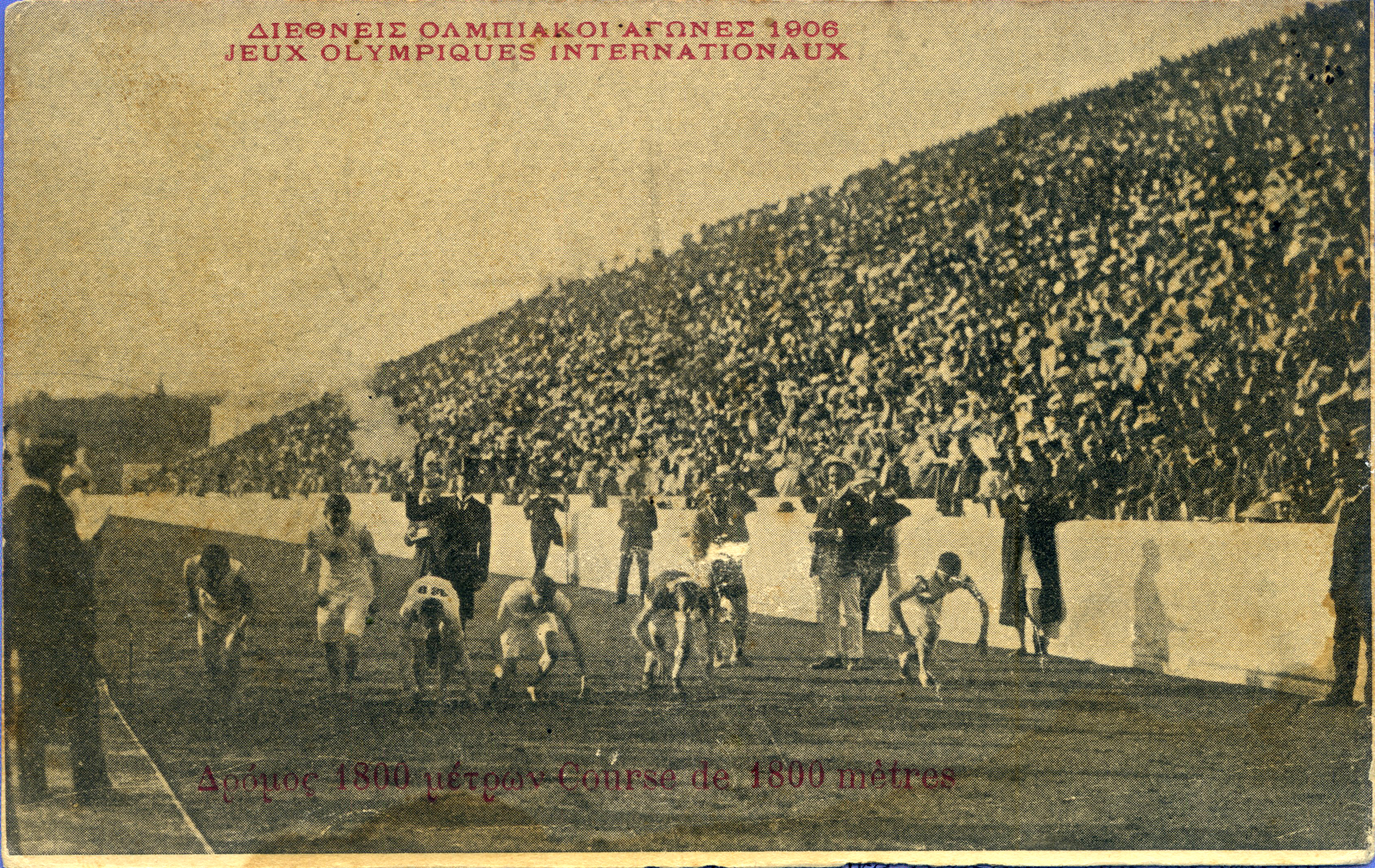
1500 metres llisos
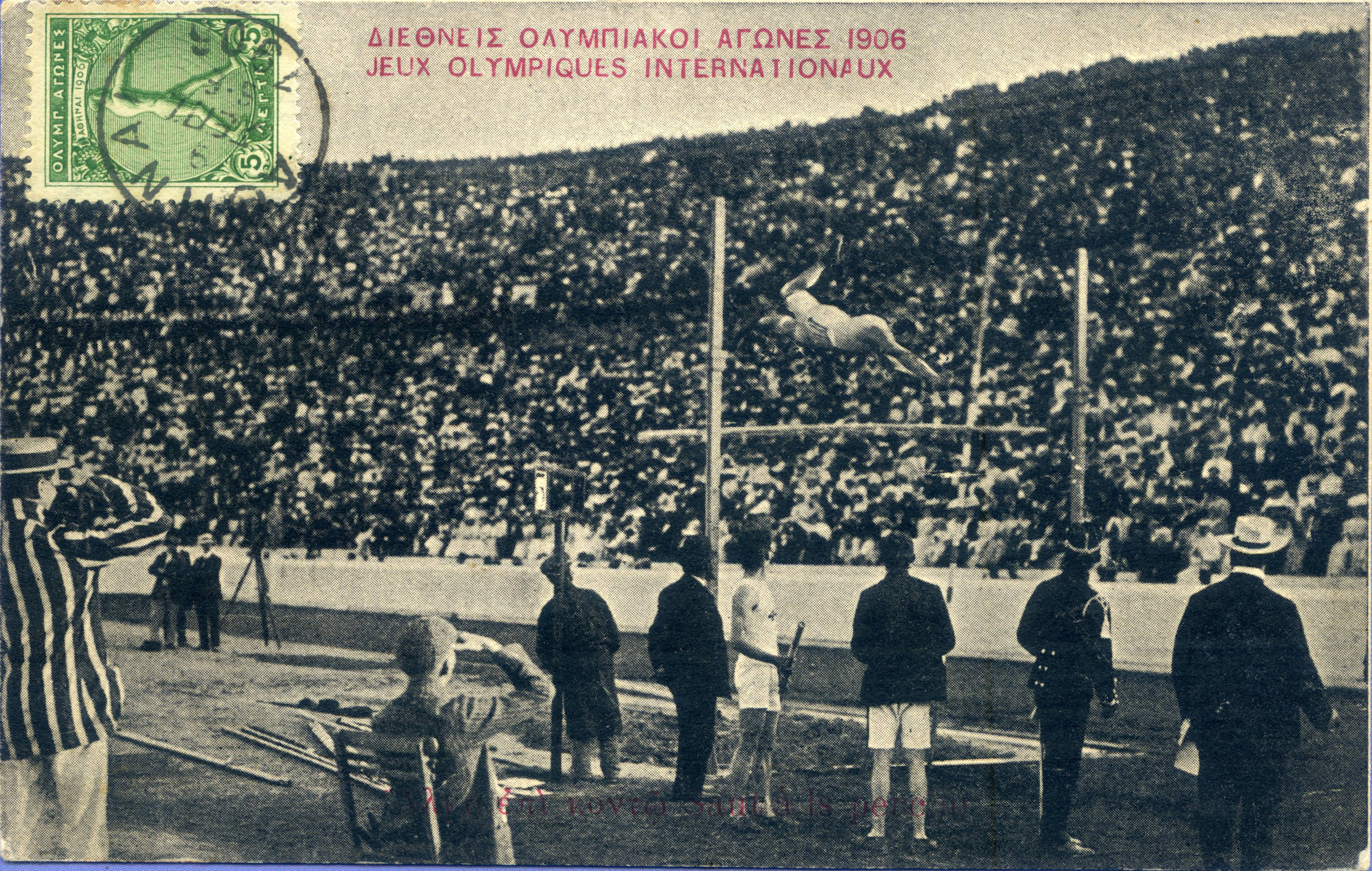
Salt amb perxa
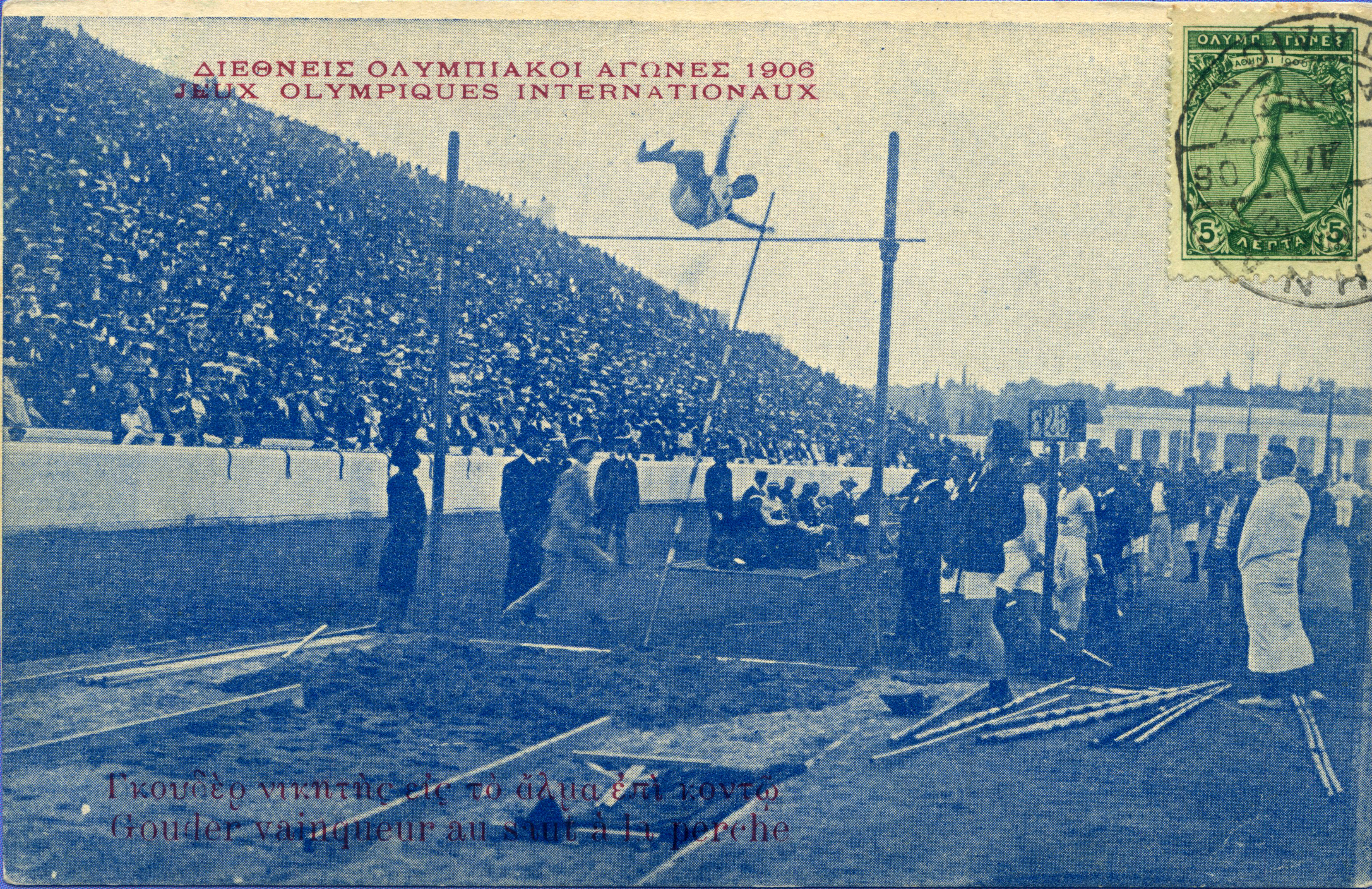
Salt amb perxa. Vencedor Fernand Gonder
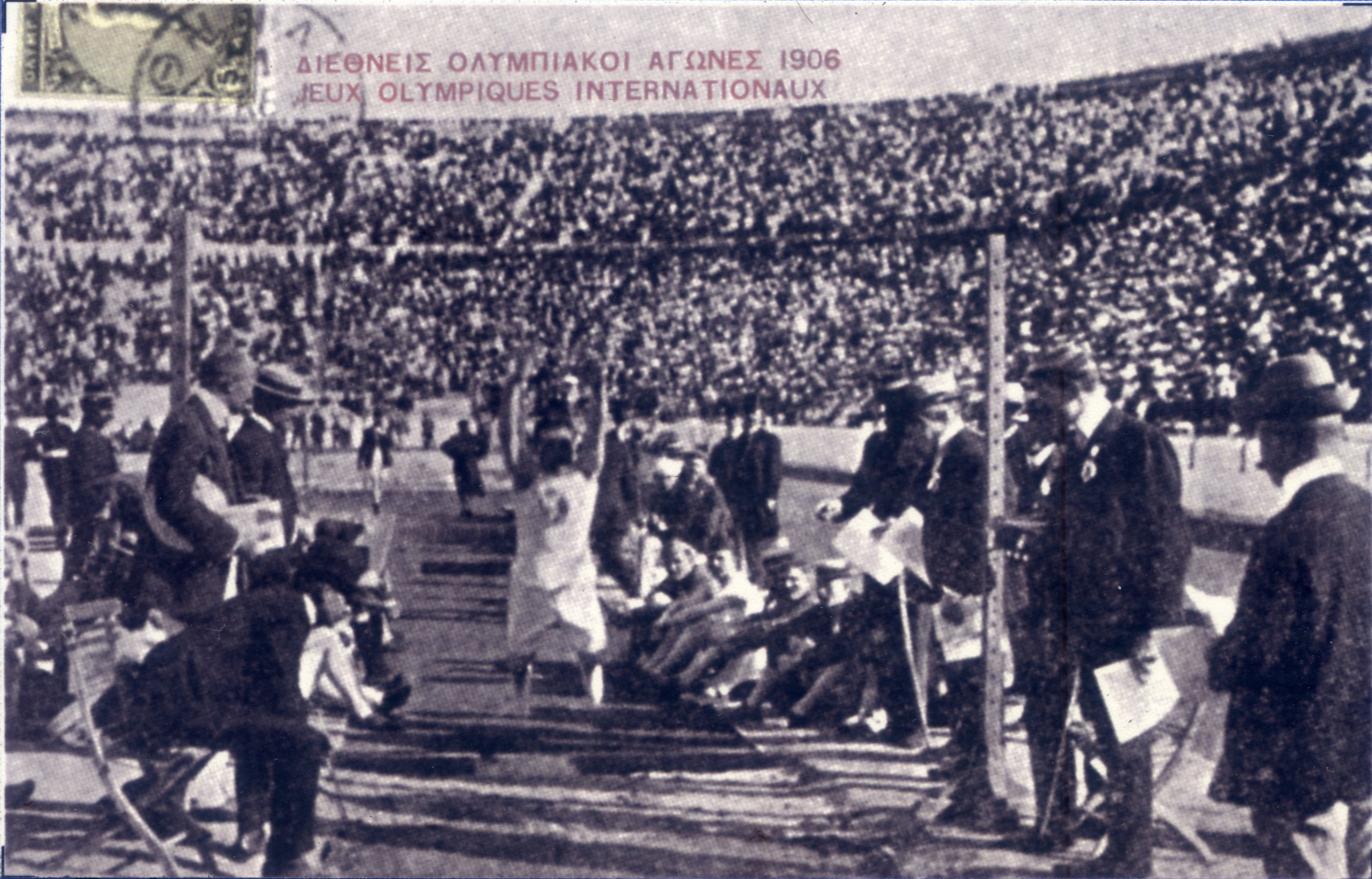
Salt de llargada
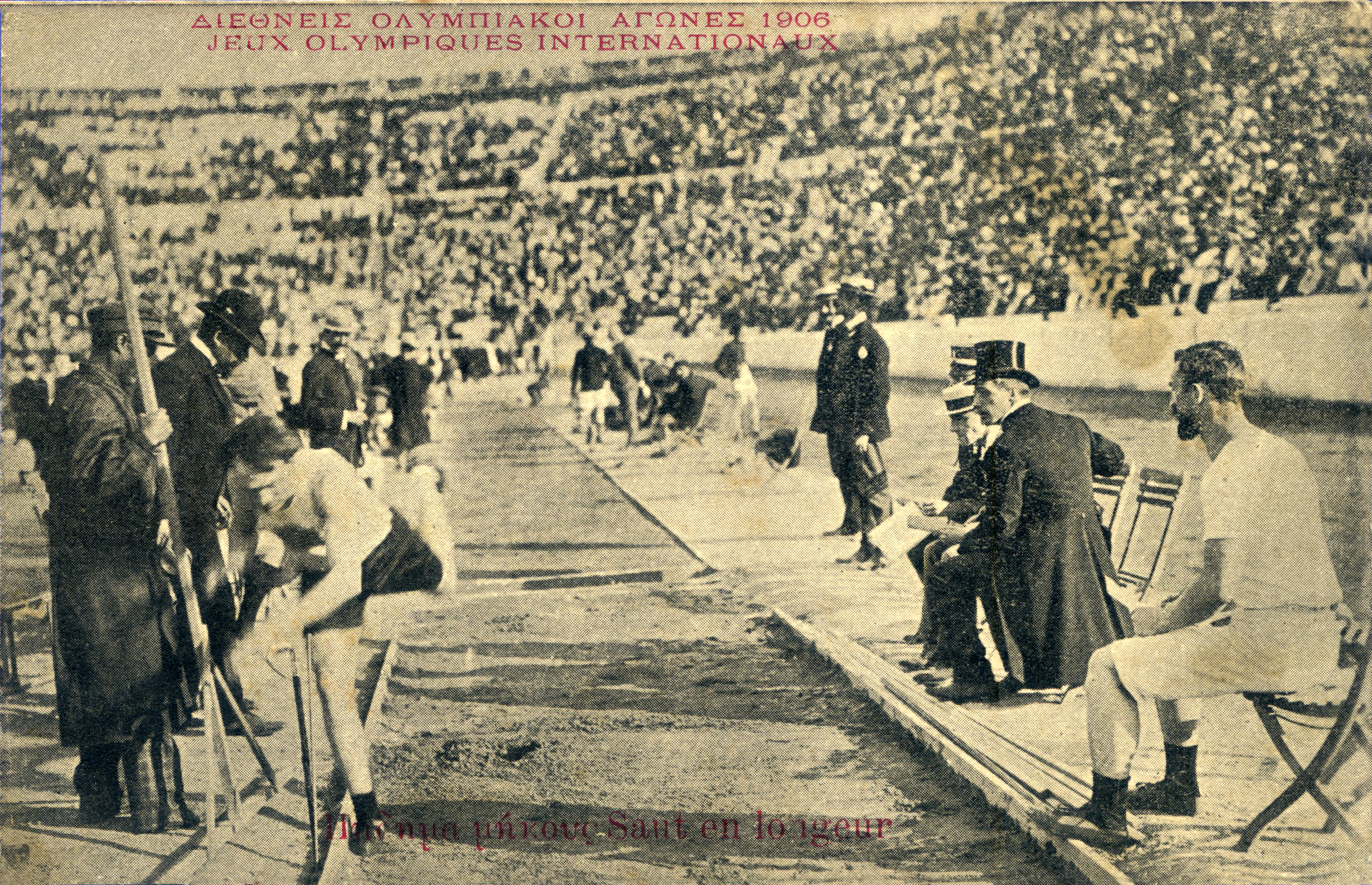
Salt de llargada
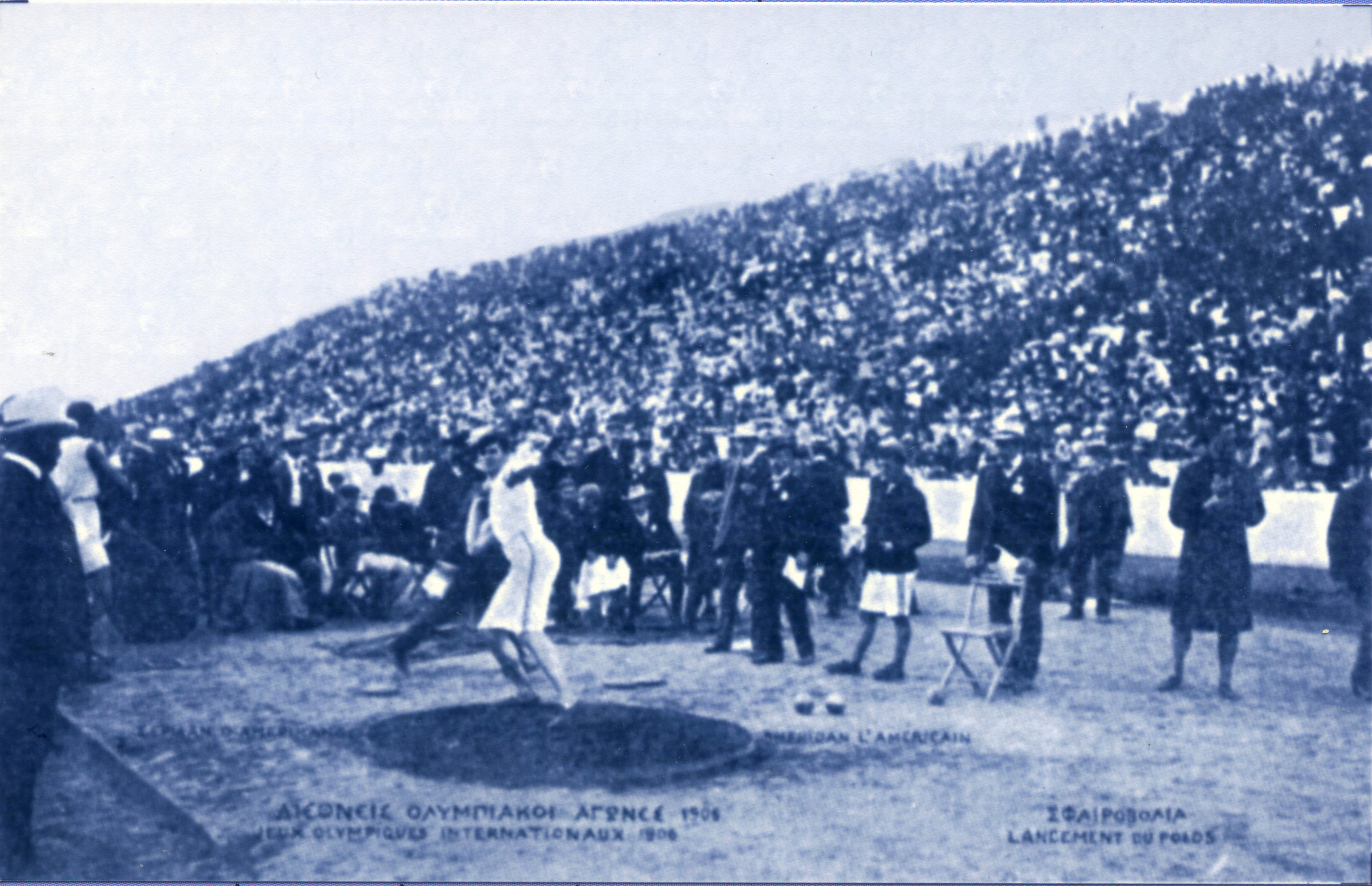
Llançament de pes. Vencedor Martin Sheridan
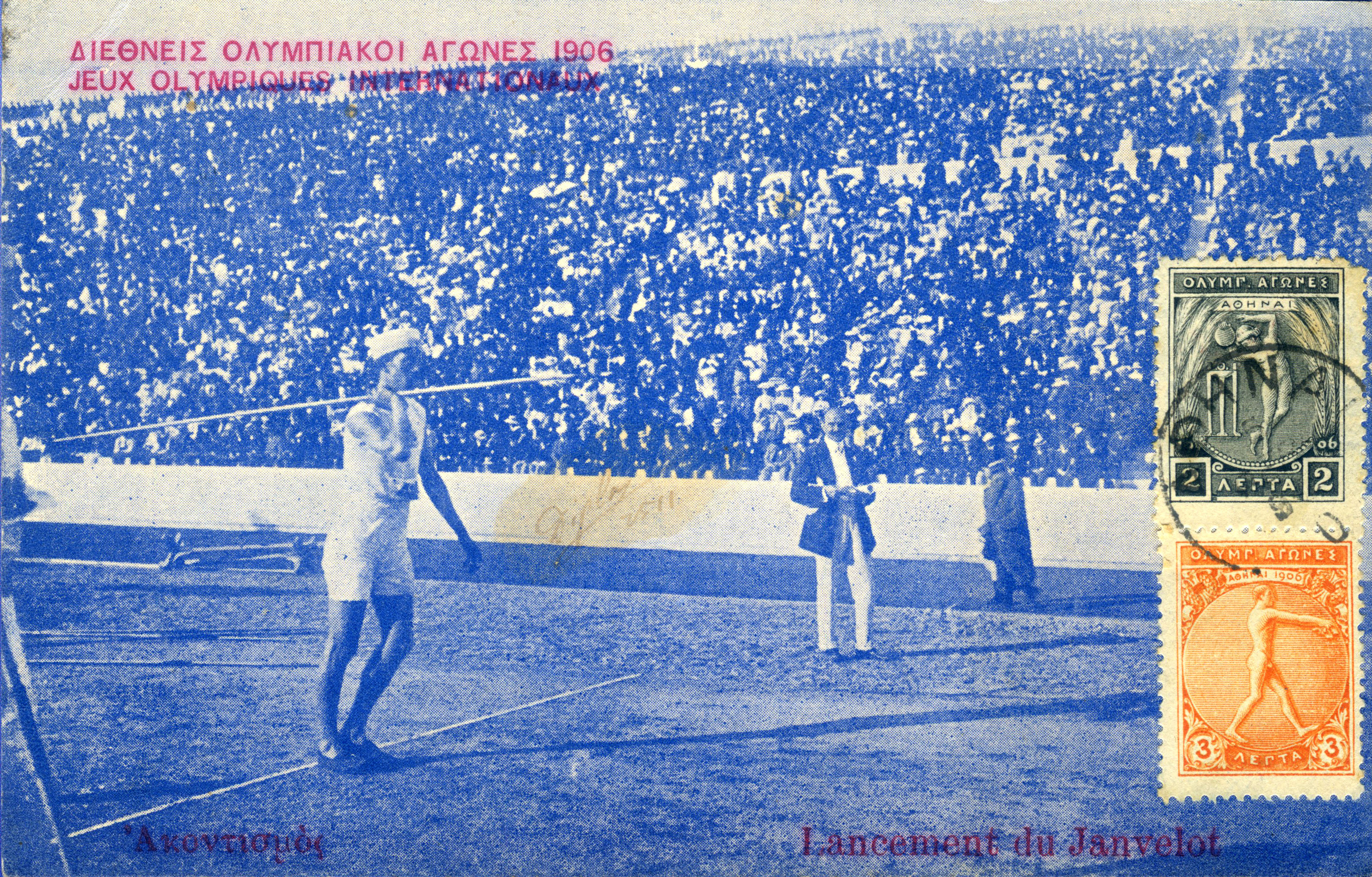
Javelina